# Pánd
Pánd là một thị trấn thuộc hạt Pest, Hungary. Thị trấn này có diện tích 22,21 km², dân số năm 2010 là 2081 người, mật độ 94 người/km².